# Captain Beefheart
Don Van Vilet, născut Don Glen Vilet (n. 15 ianuarie 1941 – d. 17 decembrie 2010) a fost un muzician american, cantautor și artist, cunoscut după numele său de scenă Captain Beefheart. Și-a desfășurat activitatea împreună cu un ansamblu de muzicieni pe care l-a numit The Magic Band. Împreună cu aceștia, a lansat 12 albume de studio între 1965 - 1982. Cunoscut pentru vocea  puternică, Van Vilet mai cânta la muzicuță, saxofon dar și la alte instrumente. Muzica sa îmbina rockul, bluesul și psihedelicul cu free jazzul, avangarda și compozițiile experimentale. Beefheart mai era cunoscut pentru controlul său aproape dictatorial asupra muzicienilor cu care lucra.